# Maude (Fernsehserie)
Maude ist eine US-amerikanische Sitcom und ein Ableger von All in the Family. Sie wurde vom 12. September 1972 bis 29. April 1978 von Norman Lear produziert und während dieser Zeit auf CBS ausgestrahlt. Die Serie spielt in Tuckahoe im  Westchester County, New York.
Maude ist ein fernsehhistorischer Umbruch in der Welt der Sitcom. Während Mary Tyler Moore nur durch ihren Lebenswandel eine Änderung im klassischen Sitcom-Gefüge darstellte, konnte die Figur der Maude in ihren Dialogen ihre Widerspenstigkeit gegen das Patriarchat ausleben, wenn auch humoristisch verpackt. Anders als in den klassischen Sitcoms der 1950er und 1960er Jahre, wie etwa Father knows best, Make room for Daddy oder The Donna Reed Show, in denen der Familienvater zwar nach außen hin Familienoberhaupt war, jedoch die Mutter im Hintergrund und mit weiblichem Charme höchst diplomatisch die eigentliche Person war, welche die Familiengeschicke leitete, hatte in Maude von vornherein ganz klar die weibliche Titelfigur sämtliche Fäden in der Hand. Maudes Ehemann Walter war ihr zwar häufig ebenbürtig, dennoch zog er bei heftigen Diskussionen den Kürzeren, wenn Maude diese mit ihrem Markenzeichen, dem Spruch „God'll getcha for that, Walter!“ (etwa: „Gott wird dich dafür drankriegen, Walter!“) abrupt beendete. Damit stand Maude im krassen Gegensatz zu anderen Serien wie etwa The Brady Bunch (Drei Mädchen und drei Jungen), die ein traditionelles Familienbild vermittelten und in den TV-Saisons 1972/1973 und 1973/1974 in direkter Konkurrenz zu Maude um die Publikumsgunst stand.
Maude war auch in anderer Hinsicht eine bahnbrechende Sitcom: Ähnlich, wie dies später auch die Produzenten der Golden Girls (der zweiten Erfolgsserie, in der Beatrice Arthur die Hauptrolle spielte) handhaben sollten, verarbeiteten auch die Maude-Macher auf behutsame Weise ernste Themen über das Medium der Fernsehkomödie. So unterzog sich Maude unter anderem gleich in einer Episode der ersten Staffel einer Abtreibung, weil sie sich mit über vierzig zu alt für ein weiteres Baby fühlte. Diese Ende 1972 ausgestrahlte Episode sorgte unter erzkonservativen Zuschauern für einen Aufschrei und eine öffentliche Diskussion. Anfang 1973 entschloss sich der produzierende Sender CBS Television zu einer Wiederholung, worauf über dreißig lokale Fernsehstationen in den USA die Serie aus ihrem Programm strichen. Weitere Episoden thematisierten Walters Alkoholismus sowie seinen daraus folgenden Nervenzusammenbruch oder Tabuthemen wie häusliche Gewalt und die Sexualität der Frau während bzw. nach der Menopause.
Die ersten vier Staffeln der Saisons 1972/1973 bis 1975/1976 fanden sich jeweils in den Jahres-Top-Ten der erfolgreichsten TV-Serien der Sparte Sitcom wieder. Die fünfte Staffel zur Saison 1976/1977 schaffte überraschenderweise nicht einmal den Sprung in die Top 30, und nach einer ebenso erfolglosen Saison 1977/1978 endete die Serie.

## Ableger
- Good Times vom 1. Februar 1974 bis zum 1. August 1979
- Hanging In 1979

## DVD
Die erste Staffel der Sitcom erschien in den USA am 20. März 2007 auf DVD (Regionalcode 1). Seit März 2015 ist die komplette Serie auf DVD erhältlich (USA).